# Joes Creek Falls
Die Joes Creek Falls sind ein Wasserfall im Mount-Aspiring-Nationalpark auf der Südinsel Neuseelands. Er liegt im Lauf des Joes Creek, der wenige hundert Meter hinter dem Wasserfall in den Haast River mündet. Seine Fallhöhe beträgt rund 150 Meter.
Der New Zealand State Highway 6 führt 126 km hinter Wanaka zu einer Brücke über den Joes Creek, von der aus der Wasserfall am besten einsehbar ist.